# Franz Urbig
Franz Urbig (* 23. Januar 1864 in Luckenwalde; † 28. September 1944 in Babelsberg) war ein deutscher Bankier. Er war von 1902 bis zur Fusion mit der Deutschen Bank im Jahr 1929 Gesellschafter der Disconto-Gesellschaft und im Anschluss bis zu seinem Tod Aufsichtsratsvorsitzender der fusionierten Deutschen Bank und Disconto-Gesellschaft.

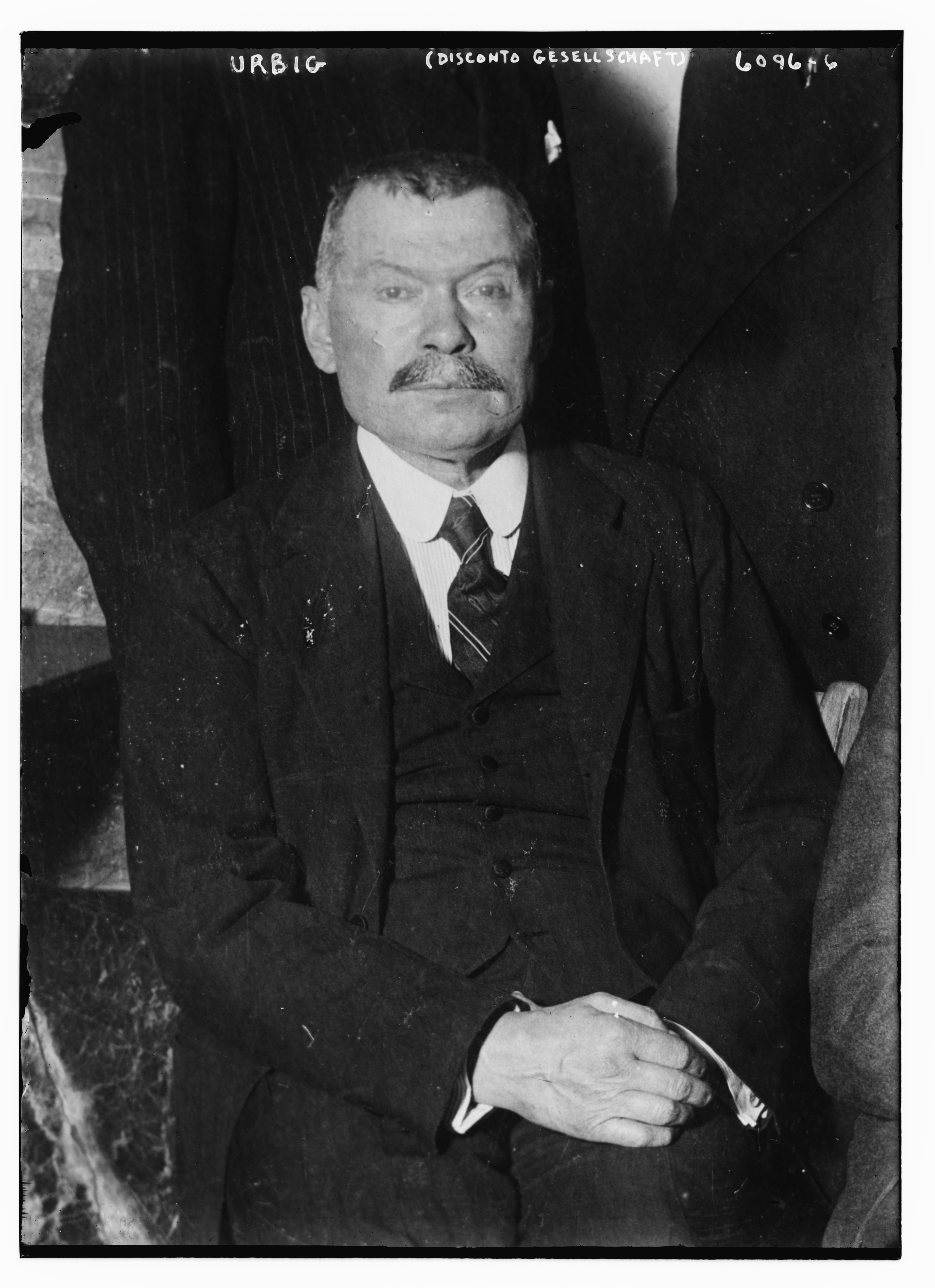
Franz Urbig

## Leben
Urbig wuchs in einfachen Verhältnissen auf und musste seine Schulausbildung nach dem frühen Tod seines Vaters abbrechen. Seine erste berufliche Tätigkeit war ab 1878 die eines Schreibers am Landgericht in Luckenwalde. Im Jahr 1884 bewarb er sich erfolgreich bei der Disconto-Gesellschaft. Urbig lernte in seiner Freizeit Sprachen und konnte so 1889 in die Registratur des Chefkabinetts (einer Art Vorstandssekretariat) wechseln. Bei Gründung der Deutsch-Asiatischen Bank (DAB) wurde Urbig 1894 Prokurist der Bank und nach Asien versetzt, wo er 1895 die Leitung der Filiale in Tientsin übernahm. Ab 1896 war er Vorstandsmitglied der DAB und verhandelte nach kurzem Deutschlandaufenthalt für die Disconto-Gesellschaft 1898 über die Gründung einer Deutsch-Chinesischen Eisenbahngesellschaft. Außerdem wirkte er an der Gründung der Filiale in Hongkong mit. Im Jahr 1900 wechselte er nach London, wo er stellvertretender Direktor der neu errichteten Filiale wurde.
Aufgrund seiner erfolgreichen Auslandstätigkeit wurde Urbig im Jahr 1902 zum weiteren Geschäftsinhaber der Disconto-Gesellschaft berufen. Der Schwerpunkt seiner Tätigkeit lag entsprechend im Auslandsgeschäft der Bank. Als Finanzsachverständiger bei den Verhandlungen des Versailler Vertrages warnte Urbig vergeblich vor den negativen Folgen der Reparationen. Während der Hyperinflation 1923 war er Vorsitzender des Währungsausschusses im Centralverband des deutschen Bank- und Bankiergewerbes. Zugleich war er Mitglied des Verwaltungsrats der Deutschen Rentenbank und wirkte in dieser Funktion an der Einführung der deutschen Rentenmark mit. Ab 1924 war er Mitglied im Generalrat der Reichsbank.
Im Zuge der Fusion der Disconto-Gesellschaft mit der Deutschen Bank wechselte er 1929 in den Aufsichtsrat der neu formierten Gesellschaft, dessen Vorsitz er 1930–1942 innehatte, 1930–1932 alternierend mit Max Steinthal, 1933–1939 alternierend mit Oscar Schlitter. Nach der Machtergreifung der Nationalsozialisten war Urbig aktiv daran beteiligt, die jüdischen Mitglieder des Vorstandes der Deutschen Bank und Disconto-Gesellschaft aus dem Vorstand zu entfernen, obwohl er dem Nationalsozialismus nicht offen nahestand. Im Jahr 1942 wurde er zum Ehrenvorsitzenden des Aufsichtsrates ernannt.

## Die Villa Urbig am Griebnitzsee

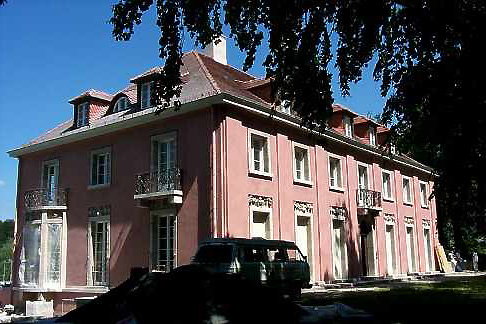
Villa Urbig am Griebnitzsee

Im Jahr 1915 ließ Franz Urbig in Babelsberg am Griebnitzsee durch Mies van der Rohe eine Villa an der Ringstraße (heute: Virchowstraße 23) errichten, die unter anderem als Spielort für den Ufa-Film Frischer Wind aus Kanada diente. Während der Potsdamer Konferenz wohnten Winston Churchill und Clement Attlee in diesem Anwesen. Nach dem Krieg wurde das Gebäude Gästehaus der „Akademie für Staats- und Rechtswissenschaft der DDR“. Seit Februar 2009 ist Hasso Plattner Inhaber der Villa.

## Schriften
- Aus dem Leben eines deutschen Bankiers. Historische Gesellschaft der Deutschen Bank, Frankfurt am Main 2014, ISBN 978-3-000-43651-2.